# WHA 1973/1974
Sezóna 1973/1974 byl 2. ročníkem World Hockey Association.
‎Po úspěšné první sezóně začali druhou sezónu sebevědomě. Kromě toho se hry zúčastnilo dvanáct týmů, z nichž čtyři soutěžily pod novým názvem. Došlo ke změně názvu s Oilers, kteří nahradili svou přidruženou provincii Alberta v názvu Edmontonem. ‎‎New York Raiders‎‎ měli nového majitele, který přejmenoval tým na ‎‎New York Golden Blades‎‎. Během sezóny se tým přestěhoval z ‎‎Manhattanu‎‎ do ‎‎New Jersey‎‎ a hrál tam jako ‎‎Jersey Knights‎‎. Došlo také k přesunu na ‎‎Ottawa Nationals‎‎. Tým již hrál play-off v Torontu v loňském roce a přestěhoval se tam kvůli pozitivnímu ohlasu publika. Nový název byl nyní ‎‎Toronto Toros‎‎. ‎‎Philadelphia Blazers‎‎ se museli vyrovnat s nejvzdálenějším tahem. Z východu Spojených států se přesunuli na západní pobřeží Kanady a od té doby hráli jako ‎‎Vancouver Blazers‎‎. ‎
‎Pokud jde o hráče, zejména podpis Gordieho Howea‎‎ způsobil rozruch. Byl legendou v ‎‎National Hockey League‎‎ a o dva roky dříve oznámil svůj odchod do důchodu. Nyní oslavil svůj comeback a hrál za ‎‎Houston Aeros‎‎ spolu se svými dvěma syny Markem‎‎ a ‎‎Martym‎‎. Se 100 body ukázal, že stále může hrát na nejvyšší úrovni. ‎
‎Houston Aeros byli druhým vítězem ‎‎Avco World Trophy‎‎. Ve finále jasně zvítězili 4-0 proti ‎‎Chicago Cougars‎‎. Chicago překvapivě postoupilo do finálové série jako čtvrté ve ‎‎Východní divizi‎‎. ‎
‎468 zápasů druhé sezóny sledovalo 2 764 506 diváků, v průměru 5 907 na zápas. NHL měla v té době asi 13 848 diváků na zápas.‎

## Základní část

### Systém soutěže
‎Dvanáct týmů bylo rozděleno do dvou divizí po šesti týmech. Celkem každý tým odehrál v ‎‎základní části‎‎ 78 zápasů, z toho 39 na domácím ledě a 39 na ledě soupeře. Na rozdíl od běžné metody v Evropě hrát stejný počet zápasů proti každému týmu v průběhu sezóny, týmy WHA soutěžily proti sobě různě. Týmy, které patřily do stejné divize, hrály proti sobě osmkrát během sezóny. Šest zápasů se hrálo proti každému týmu v druhé divizi. Kromě toho každý tým hrál další dva zápasy proti "regionálnímu sousedovi". Zde došlo k výměně dvojic kvůli přesunu Blazers z Philadelphie do Vancouveru. Novými páry byly Chicago a Winnipeg, Cleveland a Minnesota, Edmonton a Houston, Vancouver a Los Angeles, New England a New York a Toronto a Quebec. ‎
‎Na konci základní části se čtyři nejlepší týmy z každé divize ‎‎kvalifikovaly do play-off‎‎, které se konalo po základní části a hrálo se formou ‎‎vyřazovací‎‎ části. V případě remízy mezi dvěma nebo více týmy se původně započítal větší počet vyhraných zápasů. Pokud zde byla také rovnost, odehrál se rozhodující zápas.‎

### Tabulka

#### Východní divize
| Poř. | Tým                                    | Z  | V  | R  | P | VG  | OG  | B  |
| ---- | -------------------------------------- | -- | -- | -- | - | --- | --- | -- |
| 1.   | New England Whalers                    | 78 | 43 | 31 | 4 | 291 | 260 | 90 |
| 2.   | Toronto Toros                          | 78 | 41 | 33 | 4 | 304 | 272 | 86 |
| 3.   | Cleveland Crusaders                    | 78 | 34 | 32 | 9 | 266 | 264 | 83 |
| 4.   | Chicago Cougars                        | 78 | 38 | 35 | 5 | 271 | 273 | 81 |
| 5.   | Québec Nordiques                       | 78 | 38 | 36 | 4 | 268 | 280 | 80 |
| 6.   | New York Golden Blades* Jersey Knights | 78 | 32 | 42 | 4 | 303 | 334 | 68 |

#### Západní divize
| Poř. | Tým                       | Z  | V  | R  | P | VG  | OG  | B   |
| ---- | ------------------------- | -- | -- | -- | - | --- | --- | --- |
| 1.   | Houston Aeros             | 78 | 48 | 25 | 5 | 318 | 219 | 101 |
| 2.   | Minnesota Fighting Saints | 78 | 44 | 32 | 2 | 332 | 275 | 90  |
| 3.   | Edmonton Oilers           | 78 | 38 | 37 | 3 | 268 | 269 | 79  |
| 4.   | Winnipeg Jets             | 78 | 34 | 39 | 5 | 264 | 296 | 73  |
| 5.   | Vancouver Blazers         | 78 | 27 | 50 | 1 | 278 | 345 | 55  |
| 6.   | Los Angeles Sharks        | 78 | 25 | 53 | 0 | 239 | 339 | 50  |

### Hráčské statistiky

#### Kanadské bodování
Toto je konečné pořadí hráčů podle dosažených bodů. Za jeden vstřelený gól nebo přihrávku na gól hráč získal jeden bod.
| Poř. | Hráč           | Tým                               | Z  | G  | A  | B   | TM  | +/- |
| ---- | -------------- | --------------------------------- | -- | -- | -- | --- | --- | --- |
| 1.   | Mike Walton    | Minnesota Fighting Saints         | 78 | 57 | 60 | 117 | 88  | --  |
| 2.   | André Lacroix  | NY Golden Blades / Jersey Knights | 78 | 31 | 80 | 111 | 54  | --  |
| 3.   | Gordie Howe    | Houston Aeros                     | 76 | 31 | 69 | 100 | 46  | --  |
| 4.   | Wayne Connelly | Minnesota Fighting Saints         | 78 | 42 | 53 | 95  | 16  | --  |
| 5.   | Bobby Hull     | Winnipeg Jets                     | 75 | 53 | 42 | 95  | 37  | --  |
| 6.   | Wayne Carleton | Toronto Toros                     | 78 | 37 | 55 | 92  | 31  | --  |
| 7.   | Bryan Campbell | Vancouver Blazers                 | 76 | 27 | 62 | 89  | 50  | --  |
| 8.   | Danny Lawson   | Vancouver Blazers                 | 78 | 50 | 38 | 88  | 14  | --  |
| 9.   | Serge Bernier  | Quebec Nordiques                  | 74 | 37 | 49 | 86  | 107 | --  |
| 10.  | Larry Lund     | Houston Aeros                     | 75 | 33 | 53 | 86  | 109 | --  |

#### Hodnocení brankářů
Toto je konečné pořadí nejlepších pět brankářů.
| Poř. | Hráč           | Tým                 | Z  | MIN  | V  | P  | R | OG  | ČK | POG  | Úsp% |
| ---- | -------------- | ------------------- | -- | ---- | -- | -- | - | --- | -- | ---- | ---- |
| 1.   | Don McLeod     | Houston Aeros       | 49 | 2971 | 33 | 13 | 3 | 127 | 3  | 2.56 | 91.1 |
| 2.   | Gerry Cheevers | Cleveland Crusaders | 59 | 3562 | 30 | 20 | 6 | 180 | 4  | 3.03 | 90.6 |
| 3.   | Al Smith       | New England Whalers | 55 | 3194 | 30 | 21 | 2 | 164 | 2  | 3.08 | 89.5 |
| 4.   | Cam Newton     | Chicago Cougars     | 45 | 2732 | 25 | 18 | 2 | 143 | 1  | 3.14 | 89.4 |
| 5.   | Jack Norris    | Edmonton Oilers     | 53 | 2954 | 23 | 24 | 1 | 158 | 2  | 3.21 | 89.8 |

## Play off

### Pavouk
|  | Čtvrtfinále               | Čtvrtfinále               |                 |   | Semifinále | Semifinále |  |  | Finále | Finále |
|  |                           |                           |                 |   |            |            |  |  |        |        |
|  |                           |                           |                 |   |            |            |  |  |        |        |
|  | New England Whalers       | 3                         |                 |   |            |            |  |  |        |        |
|  | New England Whalers       | 3                         |                 |   |            |            |  |  |        |        |
|  | Chicago Cougars           | 4                         |                 |   |            |            |  |  |        |        |
|  | Chicago Cougars           | 4                         | Chicago Cougars | 4 |            |            |  |  |        |        |
|  |                           |                           | Chicago Cougars | 4 |            |            |  |  |        |        |
|  |                           | Toronto Toros             | 3               |   |            |            |  |  |        |        |
|  | Toronto Toros             | Toronto Toros             | 3               | 4 |            |            |  |  |        |        |
|  | Toronto Toros             |                           |                 | 4 |            |            |  |  |        |        |
|  | Cleveland Crusaders       | 1                         |                 |   |            |            |  |  |        |        |
|  | Cleveland Crusaders       | 1                         | Chicago Cougars | 0 |            |            |  |  |        |        |
|  |                           |                           | Chicago Cougars | 0 |            |            |  |  |        |        |
|  |                           | Houston Aeros             | 4               |   |            |            |  |  |        |        |
|  | Houston Aeros             | Houston Aeros             | 4               | 4 |            |            |  |  |        |        |
|  | Houston Aeros             |                           |                 | 4 |            |            |  |  |        |        |
|  | Winnipeg Jets             | 0                         |                 |   |            |            |  |  |        |        |
|  | Winnipeg Jets             | 0                         | Houston Aeros   | 4 |            |            |  |  |        |        |
|  |                           |                           | Houston Aeros   | 4 |            |            |  |  |        |        |
|  |                           | Minnesota Fighting Saints | 0               |   |            |            |  |  |        |        |
|  | Minnesota Fighting Saints | Minnesota Fighting Saints | 0               | 4 |            |            |  |  |        |        |
|  | Minnesota Fighting Saints |                           |                 | 4 |            |            |  |  |        |        |
|  | Edmonton Oilers           | 1                         |                 |   |            |            |  |  |        |        |
|  | Edmonton Oilers           | 1                         |                 |   |            |            |  |  |        |        |

### Čtvrtfinále

#### Východní divize
| New England Whalers vs. Chicago Cougars | New England Whalers vs. Chicago Cougars | New England Whalers vs. Chicago Cougars | New England Whalers vs. Chicago Cougars | New England Whalers vs. Chicago Cougars | New England Whalers vs. Chicago Cougars | New England Whalers vs. Chicago Cougars |
| Datum                                   | Domácí                                  | Domácí                                  | Hosté                                   | Hosté                                   | Prod.                                   |                                         |
| --------------------------------------- | --------------------------------------- | --------------------------------------- | --------------------------------------- | --------------------------------------- | --------------------------------------- | --------------------------------------- |
| 6. dubna                                | Chicago                                 | 4                                       | 6                                       | New England                             |                                         |                                         |
| 7. dubna                                | Chicago                                 | 3                                       | 4                                       | New England                             | 1. Prod.                                |                                         |
| 9. dubna                                | New England                             | 6                                       | 8                                       | Chicago                                 |                                         |                                         |
| 10. dubna                               | New England                             | 1                                       | 2                                       | Chicago                                 | 1. Prod.                                |                                         |
| 12. dubna                               | Chicago                                 | 4                                       | 2                                       | New England                             |                                         |                                         |
| 14. dubna                               | New England                             | 2                                       | 0                                       | Chicago                                 |                                         |                                         |
| 16. dubna                               | Chicago                                 | 3                                       | 2                                       | New England                             |                                         |                                         |
| Chicago Cougars vyhrál 4:3 na série.    |                                         |                                         |                                         |                                         |                                         |                                         |

| Toronto Toros vs. Cleveland Crusaders | Toronto Toros vs. Cleveland Crusaders | Toronto Toros vs. Cleveland Crusaders | Toronto Toros vs. Cleveland Crusaders | Toronto Toros vs. Cleveland Crusaders | Toronto Toros vs. Cleveland Crusaders | Toronto Toros vs. Cleveland Crusaders |
| Datum                                 | Domácí                                | Domácí                                | Hosté                                 | Hosté                                 | Prod.                                 |                                       |
| ------------------------------------- | ------------------------------------- | ------------------------------------- | ------------------------------------- | ------------------------------------- | ------------------------------------- | ------------------------------------- |
| 7. dubna                              | Cleveland                             | 0                                     | 4                                     | Toronto                               |                                       |                                       |
| 9. dubna                              | Cleveland                             | 3                                     | 4                                     | Toronto                               |                                       |                                       |
| 12. dubna                             | Toronto                               | 4                                     | 2                                     | Cleveland                             |                                       |                                       |
| 13. dubna                             | Toronto                               | 2                                     | 3                                     | Cleveland                             | 1. Prod.                              |                                       |
| 15. dubna                             | Cleveland                             | 1                                     | 4                                     | Toronto                               |                                       |                                       |
| Toronto Toros vyhrál 4:1 na série.    |                                       |                                       |                                       |                                       |                                       |                                       |

#### Západní divize
| Houston Aeros vs. Winnipeg Jets    | Houston Aeros vs. Winnipeg Jets | Houston Aeros vs. Winnipeg Jets | Houston Aeros vs. Winnipeg Jets | Houston Aeros vs. Winnipeg Jets | Houston Aeros vs. Winnipeg Jets | Houston Aeros vs. Winnipeg Jets |
| Datum                              | Domácí                          | Domácí                          | Hosté                           | Hosté                           | Prod.                           |                                 |
| ---------------------------------- | ------------------------------- | ------------------------------- | ------------------------------- | ------------------------------- | ------------------------------- | ------------------------------- |
| 8. dubna                           | Houston                         | 5                               | 2                               | Winnipeg                        |                                 |                                 |
| 10. dubna                          | Houston                         | 3                               | 2                               | Winnipeg                        |                                 |                                 |
| 13. dubna                          | Winnipeg                        | 1                               | 10                              | Houston                         |                                 |                                 |
| 14. dubna                          | Winnipeg                        | 4                               | 5                               | Houston                         |                                 |                                 |
| Houston Aeros vyhrál 4:0 na série. |                                 |                                 |                                 |                                 |                                 |                                 |

| Minnesota Fighting Saints vs. Edmonton Oilers  | Minnesota Fighting Saints vs. Edmonton Oilers | Minnesota Fighting Saints vs. Edmonton Oilers | Minnesota Fighting Saints vs. Edmonton Oilers | Minnesota Fighting Saints vs. Edmonton Oilers | Minnesota Fighting Saints vs. Edmonton Oilers | Minnesota Fighting Saints vs. Edmonton Oilers |
| Datum                                          | Domácí                                        | Domácí                                        | Hosté                                         | Hosté                                         | Prod.                                         |                                               |
| ---------------------------------------------- | --------------------------------------------- | --------------------------------------------- | --------------------------------------------- | --------------------------------------------- | --------------------------------------------- | --------------------------------------------- |
| 6. April                                       | Edmonton                                      | 1                                             | 2                                             | Minnesota                                     |                                               |                                               |
| 7. dubna                                       | Edmonton                                      | 5                                             | 8                                             | Minnesota                                     |                                               |                                               |
| 10. dubna                                      | Minnesota                                     | 6                                             | 2                                             | Edmonton                                      |                                               |                                               |
| 12. dubna                                      | Minnesota                                     | 1                                             | 2                                             | Edmonton                                      |                                               |                                               |
| 14. dubna                                      | Edmonton                                      | 4                                             | 5                                             | Minnesota                                     |                                               |                                               |
| Minnesota Fighting Saints vyhrál 4:1 na série. |                                               |                                               |                                               |                                               |                                               |                                               |

### Semifinále

#### Východní divize
| Toronto Toros vs. Chicago Cougars    | Toronto Toros vs. Chicago Cougars | Toronto Toros vs. Chicago Cougars | Toronto Toros vs. Chicago Cougars | Toronto Toros vs. Chicago Cougars | Toronto Toros vs. Chicago Cougars | Toronto Toros vs. Chicago Cougars |
| Datum                                | Domácí                            | Domácí                            | Hosté                             | Hosté                             | Prod.                             |                                   |
| ------------------------------------ | --------------------------------- | --------------------------------- | --------------------------------- | --------------------------------- | --------------------------------- | --------------------------------- |
| 19. dubna                            | Chicago                           | 4                                 | 6                                 | Toronto                           |                                   |                                   |
| 22. dubna                            | Chicago                           | 4                                 | 3                                 | Toronto                           |                                   |                                   |
| 28. dubna                            | Toronto                           | 2                                 | 3                                 | Chicago                           |                                   |                                   |
| 30. dubna                            | Toronto                           | 7                                 | 6                                 | Chicago                           |                                   |                                   |
| 1. května                            | Chicago                           | 3                                 | 5                                 | Toronto                           |                                   |                                   |
| 4. května                            | Toronto                           | 2                                 | 9                                 | Chicago                           |                                   |                                   |
| 6. května                            | Chicago                           | 5                                 | 2                                 | Toronto                           |                                   |                                   |
| Chicago Cougars vyhrál 4:3 na série. |                                   |                                   |                                   |                                   |                                   |                                   |

#### Západní divize
| Houston Aeros vs. Minnesota Fighting Saints | Houston Aeros vs. Minnesota Fighting Saints | Houston Aeros vs. Minnesota Fighting Saints | Houston Aeros vs. Minnesota Fighting Saints | Houston Aeros vs. Minnesota Fighting Saints | Houston Aeros vs. Minnesota Fighting Saints | Houston Aeros vs. Minnesota Fighting Saints |
| Datum                                       | Domácí                                      | Domácí                                      | Hosté                                       | Hosté                                       | Prod.                                       |                                             |
| ------------------------------------------- | ------------------------------------------- | ------------------------------------------- | ------------------------------------------- | ------------------------------------------- | ------------------------------------------- | ------------------------------------------- |
| 18. dubna                                   | Minnesota                                   | 5                                           | 4                                           | Houston                                     | 1. Prod.                                    |                                             |
| 20. dubna                                   | Minnesota                                   | 2                                           | 5                                           | Houston                                     |                                             |                                             |
| 22. dubna                                   | Houston                                     | 1                                           | 4                                           | Minnesota                                   |                                             |                                             |
| 28. dubna                                   | Houston                                     | 4                                           | 1                                           | Minnesota                                   |                                             |                                             |
| 29. dubna                                   | Minnesota                                   | 4                                           | 9                                           | Houston                                     |                                             |                                             |
| 1. května                                   | Houston                                     | 3                                           | 1                                           | Minnesota                                   |                                             |                                             |
| Houston Aeros vyhrál 4:2 na série.          |                                             |                                             |                                             |                                             |                                             |                                             |

### Finále
| Houston Aeros vs. Chicago Cougars                              | Houston Aeros vs. Chicago Cougars | Houston Aeros vs. Chicago Cougars | Houston Aeros vs. Chicago Cougars | Houston Aeros vs. Chicago Cougars | Houston Aeros vs. Chicago Cougars | Houston Aeros vs. Chicago Cougars |
| Datum                                                          | Domácí                            | Domácí                            | Hosté                             | Hosté                             | Prod.                             |                                   |
| -------------------------------------------------------------- | --------------------------------- | --------------------------------- | --------------------------------- | --------------------------------- | --------------------------------- | --------------------------------- |
| 12. května                                                     | Chicago                           | 2                                 | 3                                 | Houston                           |                                   |                                   |
| 15. května                                                     | Chicago                           | 1                                 | 6                                 | Houston                           |                                   |                                   |
| 17. května                                                     | Houston                           | 7                                 | 4                                 | Chicago                           |                                   |                                   |
| 19. května                                                     | Houston                           | 6                                 | 2                                 | Chicago                           |                                   |                                   |
| Houston Aeros vyhrál 4:0 na série a vyhráli Avco World Trophy. |                                   |                                   |                                   |                                   |                                   |                                   |

### Hráčské statistiky play-off

#### Kanadské bodování
Toto je konečné pořadí hráčů podle dosažených bodů. Za jeden vstřelený gól nebo přihrávku na gól hráč získal jeden bod.
| Poř. | Hráč            | Tým                       | Z  | G  | A  | B  | TM | +/- |
| ---- | --------------- | ------------------------- | -- | -- | -- | -- | -- | --- |
| 1.   | Larry Lund      | Houston Aeros             | 14 | 9  | 14 | 23 | 56 | --  |
| 2.   | Ralph Backstrom | Chicago Cougars           | 18 | 5  | 14 | 19 | 4  | --  |
| 3.   | Mark Howe       | Houston Aeros             | 14 | 9  | 10 | 19 | 4  | --  |
| 4.   | Mike Walton     | Minnesota Fighting Saints | 11 | 10 | 8  | 18 | 16 | --  |
| 5.   | Andre Hinse     | Houston Aeros             | 14 | 8  | 9  | 17 | 18 | --  |
| 6.   | Gordie Howe     | Houston Aeros             | 13 | 3  | 14 | 17 | 34 | --  |

## Trofeje a ocenění
‎Nové trofeje byly pojmenovány po některých ze zakladatelů týmů a klíčových osobnostech z organizace WHA.‎
| Trofej                  | Hráč            | Tým                       |
| ----------------------- | --------------- | ------------------------- |
| Gary L. Davidson Trophy | Gordie Howe     | Houston Aeros             |
| Bill Hunter Trophy      | Mike Walton     | Minnesota Fighting Saints |
| Lou Kaplan Trophy       | Mark Howe       | Houston Aeros             |
| Ben Hatskin Trophy      | Don MacLeod     | Houston Aeros             |
| Dennis A. Murphy Trophy | Pat Stapleton   | Chicago Cougars           |
| Howard Baldwin Trophy   | Billy Harris    | Toronto Toros             |
| Paul Deneau Trophy      | Ralph Backstrom | Chicago Cougars           |

### All-Star Tým

#### První All-Star Tým
| Hráč          | Pozice           | Tým                               | Z  | G  | A  | B   |
| ------------- | ---------------- | --------------------------------- | -- | -- | -- | --- |
| André Lacroix | Střední útočník  | NY Golden Blades / Jersey Knights | 78 | 31 | 80 | 111 |
| Gordie Howe   | Křídelný útočník | Houston Aeros                     | 76 | 31 | 69 | 100 |
| Bobby Hull    | Křídelný útočník | Winnipeg Jets                     | 63 | 51 | 52 | 103 |
| Pat Stapleton | Obránce          | Chicago Cougars                   | 78 | 6  | 52 | 58  |
| Paul Shmyr    | Obránce          | Cleveland Crusaders               | 78 | 13 | 31 | 44  |

| Hráč        | Pozice  | Tým           | Z  | V  | ČK | POG  |
| ----------- | ------- | ------------- | -- | -- | -- | ---- |
| Don MacLeod | Brankář | Houston Aeros | 49 | 33 | 3  | 2,56 |

#### Druhý All-Star Tým
| Hráč           | Pozice           | Tým                       | Z  | G  | A  | B   |
| -------------- | ---------------- | ------------------------- | -- | -- | -- | --- |
| Wayne Carleton | Střední útočník  | Toronto Toros             | 78 | 37 | 55 | 92  |
| Mike Walton    | Křídelný útočník | Minnesota Fighting Saints | 78 | 57 | 60 | 117 |
| Mark Howe      | Křídelný útočník | Houston Aeros             | 76 | 38 | 41 | 79  |
| J. C. Tremblay | Obránce          | Quebec Nordiques          | 68 | 9  | 44 | 53  |
| Al Hamilton    | Obránce          | Edmonton Oilers           | 77 | 14 | 45 | 59  |

| Hráč           | Pozice  | Tým                 | Z  | V  | ČK | POG  |
| -------------- | ------- | ------------------- | -- | -- | -- | ---- |
| Gerry Cheevers | Brankář | Cleveland Crusaders | 59 | 30 | 4  | 3,03 |

## Vítězové Avco World Trophy
|  | Brankáři: Ron Grahame • Don McLeod • Wayne Rutledge Obránci: Larry Hale • Mark Howe • Marty Howe • Gordon Kannegiesser • Dunc McCallum • Poul Popiel • Bill Prentice • John Schella Útočníci: Don Grierson • Murray Hall • Andre Hinse • Gordie Howe • Frank Hughes • Gord Labossiere • Larry Lund • Jim Sherrit • Jack Stanfield • Joe Szura • Ted Taylor (C) • Gary Williamson Trenér a generální manažer: Bill Dineen |